# Campionati mondiali di ginnastica artistica 2005
I Campionati mondiali di ginnastica artistica 2005 sono stati la 38ª edizione della competizione. Si sono svolti presso la Rod Laver Arena di Melbourne, in Australia, dal 21 al 27 novembre 2005.

## Podi

### Uomini[1]
| Evento                | Oro               | Punteggio | Argento            | Punteggio | Bronzo                   | Punteggio |
| Concorso individuale  | Hiroyuki Tomita   | 56,698    | Hisashi Mizutori   | 55,349    | Dzjanis Savenkoŭ         | 55,112    |
| Corpo libero          | Diego Hypólito    | 9,675     | Brandon O'Neill    | 9,625     | Róbert Gál Liang Fuliang | 9,587     |
| Cavallo con maniglie  | Xiao Qin          | 9,850     | Ioan Silviu Suciu  | 9,700     | Takehiro Kashima         | 9,687     |
| Anelli                | Yuri van Gelder   | 9,725     | Aleksandr Safoškin | 9,712     | Matteo Morandi           | 9,662     |
| Volteggio             | Marian Drăgulescu | 9,693     | Leszek Blanik      | 9,587     | Alin Jivan               | 9,575     |
| Parallele simmetriche | Mitja Petkovšek   | 9,700     | Li Xiaopeng        | 9,675     | Yann Cucherat            | 9,662     |
| Sbarra                | Aljaž Pegan       | 9,662     | Yann Cucherat      | 9,650     | Valerij Hončarov         | 6,337     |

### Donne[2]
| Evento                 | Oro              | Punteggio | Argento           | Punteggio | Bronzo            | Punteggio |
| Concorso individuale   | Chellsie Memmel  | 37,824    | Nastia Liukin     | 37,823    | Monette Russo     | 37,298    |
| Corpo libero           | Alicia Sacramone | 9,612     | Nastia Liukin     | 9,425     | Suzanne Harmes    | 9,212     |
| Volteggio              | Cheng Fei        | 9,656     | Oksana Čusovitina | 9,418     | Alicia Sacramone  | 9,412     |
| Parallele asimmetriche | Nastia Liukin    | 9,662     | Chellsie Memmel   | 9,587     | Elizabeth Tweddle | 9,575     |
| Trave                  | Nastia Liukin    | 9,612     | Chellsie Memmel   | 9,512     | Cătălina Ponor    | 9,500     |

## Risultati (in dettaglio)

### Concorso individuale maschile
| Pos.    | Ginnasta                | Nazione       | Attrezzo  | Attrezzo  | Attrezzo | Attrezzo     | Attrezzo | Attrezzo | Totale |
| Pos.    | Ginnasta                | Nazione       | Volteggio | Parallele | Sbarra   | Corpo libero | Anelli   | Cavallo  | Totale |
| ------- | ----------------------- | ------------- | --------- | --------- | -------- | ------------ | -------- | -------- | ------ |
| Oro     | Hiroyuki Tomita         | Giappone      | 9.137     | 9.612     | 9.562    | 9.500        | 9.550    | 9.337    | 56.698 |
| Argento | Hisashi Mizutori        | Giappone      | 9.437     | 8.325     | 9.325    | 9.637        | 9.325    | 9.300    | 55.349 |
| Bronzo  | Dzjanis Savenkoŭ        | Bielorussia   | 9.337     | 8.925     | 9.075    | 9.325        | 9.275    | 9.175    | 55.112 |
| 4       | Rafael Martínez-Barrena | Spagna        | 9.125     | 8.250     | 9.262    | 9.262        | 9.537    | 9.512    | 54.948 |
| 5       | Sergej Chorochordin     | Russia        | 8.737     | 9.250     | 9.025    | 9.462        | 9.025    | 9.237    | 54.736 |
| 6       | Răzvan Șelariu          | Romania       | 8.325     | 8.962     | 9.400    | 9.562        | 8.900    | 9.287    | 54.436 |
| 7       | Liang Fuliang           | Cina          | 9.512     | 9.162     | 8.212    | 9.362        | 8.850    | 9.150    | 54.248 |
| 8       | Dzmitryj Savicki        | Bielorussia   | 8.850     | 8.100     | 9.237    | 9.337        | 9.150    | 9.225    | 53.899 |
| 9       | Kim Dae-eun             | Corea del Sud | 9.212     | 7.837     | 9.400    | 8.900        | 8.862    | 9.387    | 53.598 |
| 10      | Eugen Spiridonov        | Germania      | 8.700     | 9.362     | 8.825    | 9.237        | 8.825    | 8.412    | 53.361 |
| 11      | Epke Zonderland         | Paesi Bassi   | 8.412     | 8.812     | 8.100    | 9.250        | 9.275    | 9.262    | 53.111 |
| 12      | Luis Rivera             | Porto Rico    | 8.650     | 9.487     | 9.262    | 9.350        | 8.062    | 8.137    | 52.948 |
| 13      | Nicolas Böschenstein    | Svizzera      | 9.037     | 7.375     | 8.775    | 9.300        | 9.062    | 9.125    | 52.674 |
| 14      | Anton Fokin             | Uzbekistan    | 8.512     | 8.250     | 8.325    | 9.400        | 9.387    | 8.400    | 52.274 |
| 15      | Jeffrey Wammes          | Paesi Bassi   | 8.487     | 7.687     | 8.412    | 9.575        | 8.625    | 9.387    | 52.173 |
| 16      | Claudio Capelli         | Svizzera      | 8.825     | 8.475     | 8.512    | 8.525        | 8.462    | 8.412    | 51.211 |
| 17      | Yernar Yerimbetov       | Kazakistan    | 8.237     | 8.262     | 8.700    | 9.450        | 9.362    | 7.125    | 51.136 |
| 18      | Sami Aalto              | Finlandia     | 8.562     | 8.750     | 8.550    | 8.912        | 8.262    | 8.087    | 51.123 |
| 19      | Joshua Jefferis         | Australia     | 8.512     | 6.925     | 9.250    | 9.075        | 8.637    | 8.637    | 51.036 |
| 20      | Todd Thornton           | Stati Uniti   | 7.450     | 8.837     | 8.837    | 9.175        | 7.787    | 8.862    | 50.948 |
| 21      | Ross Brewer             | Regno Unito   | 8.162     | 9.137     | 8.037    | 8.962        | 7.737    | 8.387    | 50.422 |
| 22      | Shu Wai Ng              | Malaysia      | 9.100     | 7.800     | 8.975    | 8.825        | 7.925    | 7.350    | 49.975 |
| 23      | Mosiah Rodrigues        | Brasile       | 8.150     | 7.087     | 7.875    | 9.275        | 8.150    | 9.350    | 49.887 |
| 24      | Ildar Valeev            | Kazakistan    | 8.462     | 8.387     | 9.437    | 8.625        | 8.162    | 6.700    | 49.773 |

### Corpo libero maschile
| Pos.    | Ginnasta          | Totale |
| ------- | ----------------- | ------ |
| Oro     | Diego Hypólito    | 9.675  |
| Argento | Brandon O'Neill   | 9.625  |
| Bronzo  | Róbert Gál        | 9.587  |
| Bronzo  | Liang Fuliang     | 9.587  |
| 5       | Jeffrey Wammes    | 9.537  |
| 6       | Eichi Sekiguchi   | 9.437  |
| 7       | Marian Drăgulescu | 9.212  |
| 8       | Hisashi Mizutori  | 9.125  |

### Cavallo con maniglie
| Pos.    | Ginnasta              | Totale |
| ------- | --------------------- | ------ |
| Oro     | Xiao Qin              | 9.850  |
| Argento | Ioan Silviu Suciu     | 9.700  |
| Bronzo  | Takehiro Kashima      | 9.687  |
| 4       | Aljaksej Ihnatovič    | 9.650  |
| 4       | Krisztián Berki       | 9.650  |
| 6       | Zhang Hongtao         | 9.475  |
| 7       | Prashanth Sellathurai | 9.037  |
| 8       | Hiroyuki Tomita       | 8.637  |

### Anelli
| Pos.    | Ginnasta           | Totale |
| ------- | ------------------ | ------ |
| Oro     | Yuri van Gelder    | 9.725  |
| Argento | Aleksandr Safoškin | 9.712  |
| Bronzo  | Matteo Morandi     | 9.662  |
| 4       | Tatsuya Yamada     | 9.612  |
| 5       | Danny Rodrigues    | 9.600  |
| 6       | Andrea Coppolino   | 9.550  |
| 7       | Yan Mingyong       | 9.537  |
| 8       | Chen Yibing        | 9.462  |

### Volteggio maschile
| Pos.    | Ginnasta             | 1° Salto | 2° Salto | Totale |
| ------- | -------------------- | -------- | -------- | ------ |
| Oro     | Marian Drăgulescu    | 9.750    | 9.637    | 9.693  |
| Argento | Leszek Blanik        | 9.500    | 9.675    | 9.587  |
| Bronzo  | Alin Jivan           | 9.500    | 9.650    | 9.575  |
| 4       | Anton Golocuckov     | 9.537    | 9.600    | 9.568  |
| 5       | Eichi Sekiguchi      | 9.412    | 9.537    | 9.474  |
| 6       | Filip Janev          | 9.612    | 9.112    | 9.362  |
| 7       | Jevgēņijs Saproņenko | 9.087    | 9.425    | 9.256  |
| 8       | Jeffrey Wammes       | 9.412    | 8.787    | 9.099  |

### Parallele simmetriche
| Pos.    | Ginnasta             | Totale |
| ------- | -------------------- | ------ |
| Oro     | Mitja Petkovšek      | 9.700  |
| Argento | Li Xiaopeng          | 9.675  |
| Bronzo  | Yann Cucherat        | 9.662  |
| 4       | Valerij Hončarov     | 9.575  |
| 5       | Manuel Carballo      | 9.387  |
| 6       | Vasileios Tsolakidīs | 8.450  |
| 7       | Jason Gatson         | 8.375  |
| 8       | Yang Tae-young       | 5.987  |

### Sbarra
| Pos.    | Ginnasta         | Totale |
| ------- | ---------------- | ------ |
| Oro     | Aljaž Pegan      | 9.662  |
| Argento | Yann Cucherat    | 9.650  |
| Bronzo  | Valerij Hončarov | 9.637  |
| 4       | Fabian Hambüchen | 9.625  |
| 5       | Vlasios Maras    | 9.562  |
| 6       | Xiao Qin         | 9.362  |
| 7       | Damian Istria    | 8.737  |
| 8       | Hiroyuki Tomita  | 8.475  |

### Concorso individuale femminile
| Pos.    | Ginnasta            | Nazione     | Attrezzo  | Attrezzo  | Attrezzo | Attrezzo     | Totale |
| Pos.    | Ginnasta            | Nazione     | Volteggio | Parallele | Trave    | Corpo libero | Totale |
| ------- | ------------------- | ----------- | --------- | --------- | -------- | ------------ | ------ |
| Oro     | Chellsie Memmel     | Stati Uniti | 9.325     | 9.537     | 9.425    | 9.537        | 37.824 |
| Argento | Nastia Liukin       | Stati Uniti | 9.137     | 9.587     | 9.587    | 9.512        | 37.823 |
| Bronzo  | Monette Russo       | Australia   | 9.187     | 9.362     | 9.362    | 9.387        | 37.298 |
| 4       | Elizabeth Tweddle   | Regno Unito | 9.162     | 9.512     | 8.737    | 9.525        | 36.936 |
| 5       | Émilie Le Pennec    | Francia     | 9.212     | 9.512     | 8.725    | 9.225        | 36.674 |
| 6       | Florica Leonida     | Romania     | 9.050     | 9.375     | 8.975    | 9.075        | 36.475 |
| 7       | Anna Pavlova        | Russia      | 9.350     | 8.600     | 9.362    | 9.075        | 36.387 |
| 8       | Daria Bijak         | Germania    | 9.112     | 8.825     | 8.875    | 8.900        | 35.712 |
| 9       | Daniele Hypólito    | Brasile     | 8.425     | 9.050     | 9.225    | 9.000        | 35.700 |
| 10      | Suzanne Harmes      | Paesi Bassi | 8.987     | 9.125     | 8.312    | 9.125        | 35.549 |
| 11      | Maryna Proskurina   | Ucraina     | 8.550     | 9.025     | 9.012    | 8.812        | 35.399 |
| 12      | Melanie Marti       | Svizzera    | 8.762     | 9.387     | 8.350    | 8.862        | 35.361 |
| 13      | Monica Bergamelli   | Italia      | 8.762     | 9.112     | 8.737    | 8.650        | 35.261 |
| 14      | Lenika de Simone    | Spagna      | 8.775     | 8.912     | 8.350    | 8.825        | 34.862 |
| 15      | Stefani Mpismpikou  | Grecia      | 8.650     | 8.875     | 8.750    | 8.475        | 34.750 |
| 16      | Elena Zamolodčikova | Russia      | 9.350     | 8.150     | 8.350    | 8.812        | 34.662 |
| 17      | Daria Sarkhosh      | Italia      | 8.687     | 8.700     | 8.687    | 8.587        | 34.661 |
| 18      | Marta Pihan         | Polonia     | 8.987     | 8.800     | 9.175    | 7.587        | 34.549 |
| 19      | Kyoko Oshima        | Giappone    | 8.825     | 8.487     | 7.912    | 9.012        | 34.236 |
| 20      | Shavahn Church      | Regno Unito | 9.112     | 8.925     | 8.112    | 8.062        | 34.211 |
| 21      | Isabelle Severino   | Francia     | 9.112     | 7.350     | 8.800    | 8.887        | 34.149 |
| 22      | Ariella Kaeslin     | Svizzera    | 8.987     | 8.937     | 7.962    | 8.125        | 34.001 |
| 23      | Joanna Skowronska   | Polonia     | 9.137     | 8.800     | 8.100    | 7.887        | 33.924 |
| 24      | Loes Linders        | Paesi Bassi | 8.812     | 8.662     | 8.087    | 7.762        | 33.323 |

### Volteggio femminile
| Pos.    | Ginnasta            | 1° Salto | 2° Salto | Totale |
| ------- | ------------------- | -------- | -------- | ------ |
| Oro     | Cheng Fei           | 9.725    | 9.587    | 9.656  |
| Argento | Oksana Čusovitina   | 9.437    | 9.400    | 9.418  |
| Bronzo  | Alicia Sacramone    | 9.387    | 9.437    | 9.412  |
| 4       | Elena Zamolodčikova | 9.287    | 9.350    | 9.318  |
| 5       | Anna Pavlova        | 9.250    | 9.225    | 9.237  |
| 6       | Olga Sherbatykh     | 9.212    | 9.212    | 9.212  |
| 7       | Joanna Skowronska   | 9.150    | 9.175    | 9.162  |
| 8       | Imogen Cairns       | 9.012    | 8.900    | 8.956  |

### Parallele asimmetriche
| Pos.    | Ginnasta          | Totale |
| ------- | ----------------- | ------ |
| Oro     | Nastia Liukin     | 9.662  |
| Argento | Chellsie Memmel   | 9.587  |
| Bronzo  | Beth Tweddle      | 9.575  |
| 4       | Mayu Kuroda       | 9.525  |
| 5       | Fan Ye            | 9.475  |
| 6       | Polina Miller     | 9.462  |
| 7       | Monette Russo     | 9.412  |
| 8       | Isabelle Severino | 6.787  |

### Trave
| Pos.    | Ginnasta        | Totale |
| ------- | --------------- | ------ |
| Oro     | Nastia Liukin   | 9.612  |
| Argento | Chellsie Memmel | 9.512  |
| Bronzo  | Cătălina Ponor  | 9.500  |
| 4       | Zhang Nan       | 9.487  |
| 5       | Monette Russo   | 9.462  |
| 6       | Anna Pavlova    | 8.762  |
| 7       | Yulia Lozhechko | 8.350  |
| 8       | Fan Ye          | 8.025  |

### Corpo libero femminile
| Pos.    | Ginnasta            | Totale |
| ------- | ------------------- | ------ |
| Oro     | Alicia Sacramone    | 9.612  |
| Argento | Nastia Liukin       | 9.425  |
| Bronzo  | Suzanne Harmes      | 9.212  |
| 4       | Elena Zamolodčikova | 9.162  |
| 5       | Monette Russo       | 9.100  |
| 6       | Émilie Le Pennec    | 8.887  |
| 7       | Daiane dos Santos   | 8.837  |
| 8       | Isabelle Severino   | 8.625  |

## Medagliere
| Posiz. | Nazione     | Oro | Argento | Bronzo | Totale |
| ------ | ----------- | --- | ------- | ------ | ------ |
| 1      | Stati Uniti | 4   | 4       | 1      | 9      |
| 2      | Cina        | 2   | 1       | 1      | 4      |
| 3      | Slovenia    | 2   | —       | —      | 2      |
| 4      | Romania     | 1   | 1       | 2      | 4      |
| 5      | Giappone    | 1   | 1       | 1      | 3      |
| 6      | Paesi Bassi | 1   | —       | 1      | 2      |
| 7      | Brasile     | 1   | —       | —      | 1      |
| 8      | Francia     | —   | 1       | 1      | 2      |
| 9      | Canada      | —   | 1       | —      | 1      |
| 9      | Uzbekistan  | —   | 1       | —      | 1      |
| 9      | Russia      | —   | 1       | —      | 1      |
| 9      | Polonia     | —   | 1       | —      | 1      |
| 13     | Bielorussia | —   | —       | 1      | 1      |
| 13     | Ungheria    | —   | —       | 1      | 1      |
| 13     | Australia   | —   | —       | 1      | 1      |
| 13     | Regno Unito | —   | —       | 1      | 1      |
| 13     | Italia      | —   | —       | 1      | 1      |
| 13     | Ucraina     | —   | —       | 1      | 1      |